# Władysław Kuraś
Władysław Kuraś (ur. 2 kwietnia 1961 w Mielcu) – polski piłkarz, występujący na pozycji obrońcy. Zagrał 107 meczów, zdobywając 2 gole, w Ekstraklasie dla Motoru Lublin. Członek Klubu Wybitnego Motorowca. 